# Konvektomat

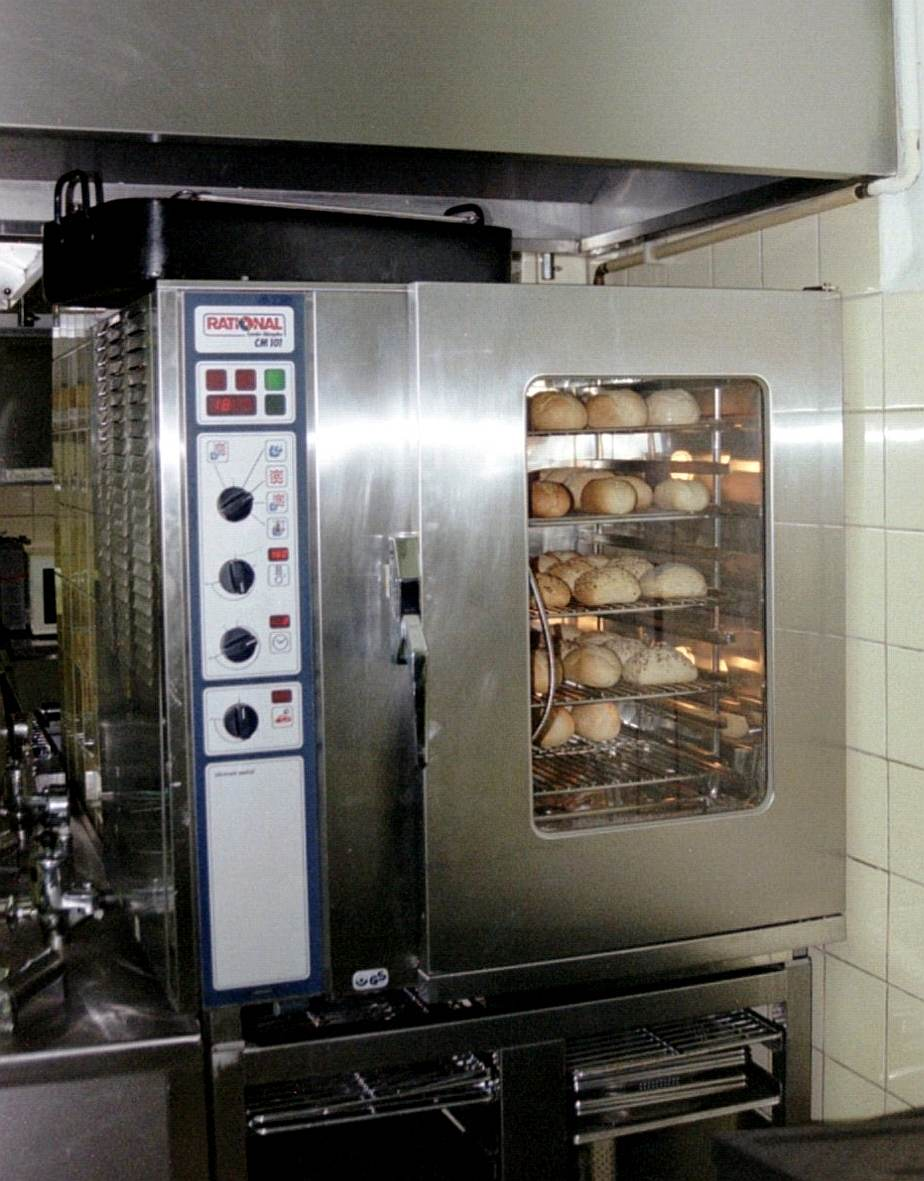
Brötchen im Kombidämpfer unter einer Dunstabzugshaube

Der Begriff Konvektomat (Kofferwort aus Konvektionsofen und Automat) bezeichnet in seiner ursprünglichen Bedeutung einen Heißluftofen, der in Großküchen und im Catering für das Auftauen und Erhitzen von Speisen angewandt wird.
Im Gegensatz zu traditionellen Backöfen erhitzt ein Heißluftofen die Speisen nicht überwiegend durch Wärmestrahlung, sondern durch die Luftströmung (Konvektion).
Seit der Einführung des Kombidämpfers wird der Begriff Konvektomat im Alltag häufig auch für diese Geräte verwendet.

## Funktionsweise
Reine Konvektomaten erhitzen das Gargut ausschließlich durch heiße Trockenluft. Das Prinzip eines Heißluftbackofens besteht darin, dass durch Heizelemente erhitzte Luft durch ein Gebläse in den Garraum geleitet wird. Im Gegensatz hierzu befinden sich die Heizelemente in herkömmlichen Haushaltsbackofen im Garraum selber, so dass hier ein größerer Anteil der Wärmeenergie über Wärmestrahlung übertragen wird, auch wenn die Wärme im Umluftbetrieb verwirbelt und dadurch gleichmäßiger verteilt wird.
Zusätzlich zum Umluftstrom über die Heizelemente dient ein zweites Gebläse dem Wrasenabzug, wodurch auch Frischluft in den Garraum nachströmt. Über dem Gerät befindet sich in der Regel eine Abzugshaube.
Ein Konvektomat bzw. Heißluftofen kann mit Gas oder elektrisch betrieben werden. Ältere Geräte verfügen lediglich über einen mechanischen Temperatur- und Zeitvorwahlschalter zur Einstellung der Laufzeit. Heutige Geräte sind je nach Typ mit verschiedenen zeitsparenden Funktionen ausgestattet wie intelligentes Garsystem, multifunktionales Display, beidseitige Bedienbarkeit, automatisches Reinigungsprogramm und Verbrauchsanzeige.
Öfen für die Gastronomie- und Gewerbeküche sind üblicherweise für den Einsatz von Gastronormbehältern (GN) dimensioniert.

## Geschichte
Der Begriff Konvektomat wird heute vielfach umgangssprachlich für den Kombi- bzw. Heißluftdämpfer benutzt, der zusätzlich zur Heißluft die Funktion des Dampfgarens bietet und in vielen Gewerbeküchen den reinen Heißluftofen ersetzt hat. Ein Konvektomat im eigentlichen Wortsinn ist jedoch ein reiner Heißluftofen und bietet diese zweite Option nicht.
Die Firma Juno Hausgeräte stellte 1957 ihren ersten Heißluftofen für den Gastronomiebedarf her. Im Jahr 1970 ließ Juno sich die Bezeichnung Convectomat als Warenzeichen schützen, unter der ab 1973 auch ein Haushaltsgerät angeboten wurde. Daher liegt es sehr nahe, dass sich der Begriff Konvektomat so als generischer Markenname bzw. Gattungsname eingebürgert hat. Der Begriff Konvektion hat seinen Ursprung im lateinischen convehere und bedeutet so viel wie ‚zusammentragen, zusammenbringen‘, was das Prinzip der Wärmeübertragung beschreibt. Die Zusammensetzung aus Konvektionsofen und Automat zu Konvektomat rührt daher, dass diese Geräte neben einer Temperatursteuerung auch mit einfachen Zeitschaltuhren versehen waren, mit denen sich die Garzeit vorwählen ließ.
Auf dem amerikanischen Markt sind Heißluftöfen mit dem Maxson Whirlwind seit den 1940er Jahren bekannt. Auch in Flugzeugen werden seit dieser Zeit tiefgekühlte Speisen in Heißluftöfen erhitzt. Mit dem seinerzeit wachsenden Markt an Tiefkühlkost brauchte man auch in der gewerblichen Verpflegung entsprechend dimensionierte Geräte zur Zubereitung.
Heißluft- bzw. Kombidämpfer nach heutigem Verständnis kamen erst Ende der 1960er-Jahre auf den Markt. Auch diese können in der Regel durch Abschalten der Dampferzeugung ausschließlich mit Heißluft arbeiten.